# Johannes Singriener

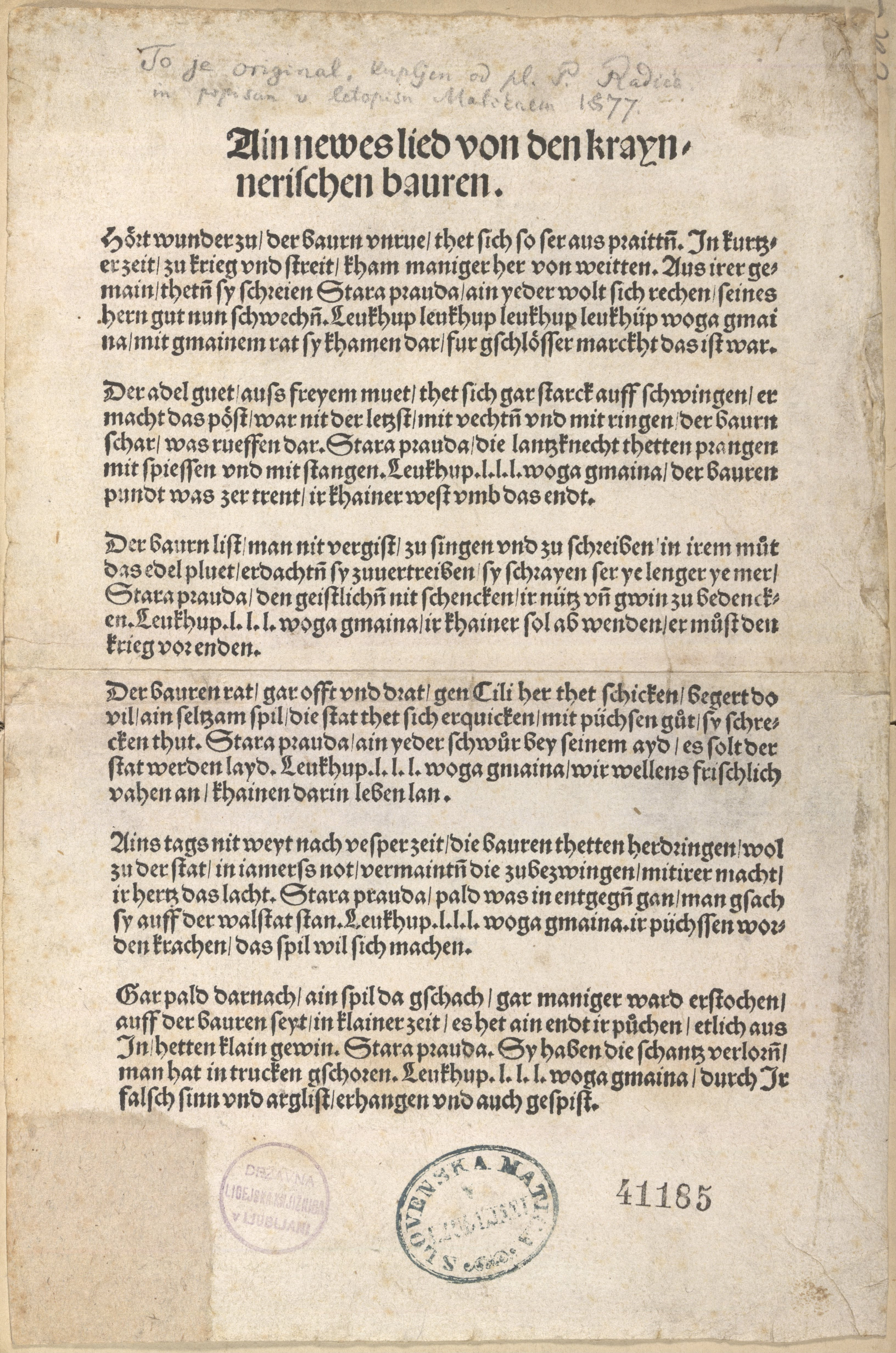
Ain newes lied von den kraynnerischen bauren: Schmählied von 1515 zum Windischen Bauernkrieg, verlegt bei Singriener; slowenische Einsprengsel

Johannes Singriener der Ältere (* um 1480 in Oetting, Bayern; † Ende 1545 in Wien) war ein deutscher Buchdrucker und Verleger, der in Wien tätig war.

## Leben
Seit 1510 ist Singriener in Wien nachweisbar, wo er von 1510 bis 1514 gemeinsam mit Hieronymus Vietor als Drucker und Verleger tätig war. Mit ihm druckte er ungefähr 80 Bücher. Danach unterhielt Singriener seine Offizin alleine bis 1545. Aus dieser Zeit sind über 400 Werke von ihm bekannt. 1518 druckte er erstmals mit griechischen Buchstaben, 1519 sein erstes deutsches Buch. Im Jahre 1540 erhielt er das Privileg zum Druck aller landesfürstlichen Mandate und Verordnungen von Niederösterreich.
Singriener war mit den Humanisten Collimitius und Joachim Vadian befreundet. Bei der Fronleichnamsbruderschaft an St. Stephan war er Mitglied. Seit 1519 gehörte ihm das Haus in der Riemergasse 9, 1526 bis 1530 auch das Nebenhaus Riemergasse 11 und 1527 zusätzlich das Winterhaus auf der Tuchlauben 20. Singriener wurde nach seinem Tode im Stephansdom bestattet, seine Grabstelle ist allerdings nicht mehr auffindbar. Seine Firma wurde zunächst vom ältesten Sohn Matthäus Singriener gemeinsam mit dessen Bruder Johann Singriener dem Jüngeren unter dem Namen Singrienersche Erben bis 1549 weitergeführt. Ab diesem Zeitpunkt war Johann Singriener der Jüngere alleiniger Firmeninhaber und stellte bis zum Ende der Firma 1562 148 Druckwerke her.
1894 wurde die Singrienergasse in Wien-Meidling nach dem Drucker benannt.

## Bedeutung
Johann Singriener der Ältere war einer der bedeutendsten Drucker und Verleger Wiens. Seinen guten Ruf, auch außerhalb Wiens, erwarb er sich durch seine besonders sorgfältige Ausführung und die große Vielfalt der von ihm verwendeten Schrifttypen. Er druckte in deutscher, ungarischer, französischer, griechischer und hebräischer Sprache aus den Bereichen der Medizin, Theologie, Rechtswissenschaft, Philologie, Poesie und Rhetorik. Die erste in Holz geschnittene Weltkarte in Österreich stammt ebenfalls von Singriener. Weitere bedeutende Werke aus seiner Druckerei waren ein sechssprachiges Wörterbuch aus dem Jahr 1538, ein Notendruck mit den Werken des Lautenspielers Hans Judenkönig, sowie die Werke der zeitgenössischen Humanisten Erasmus von Rotterdam, Joachim Vadian, Wolfgang Schmeltzl und Johannes Cramer. Daneben war er auch als Buchhändler tätig, sein Geschäft befand sich im Bischofshof.